# 1969 في الأردن
فيما يلي قوائم الأحداث التي وقعت خلال عام 1969 في الأردن.